# Nieuwoudtville
Nieuwoudtville is een dorpje dat gelegen is in de gemeente Hantam in de Karoo in de Zuid-Afrikaanse provincie Noord-Kaap. De Nieuwoudtvillewaterval ligt nabij het dorp terwijl de Vanrhynspas net ten westen van het dorp op de nationale weg R27 gelegen is. Het plaatsje ligt op een hoogte van circa 1.000 meter boven de zeespiegel op het Bokkeveld Plateau. De toegang uit westelijke richting gebeurt over de Vanrhynspas en biedt een blik over het Namakwaland en de Knersvlakte.

## Geschiedenis
Het dorp is ontstaan in 1897 toen de Nederduits-Gereformeerde kerk hier een nieuwe nederzetting heeft gesticht op grond van de boerderij Groenrivier die was gekocht van de gebroeders "Nieuwoudt". Sommige van de oorspronkelijke gebouwen van de broers zijn behouden gebleven op de oevers van de Groenrivier.

## Omgeving
Schapenteelt is de belangrijkste economische activiteit in het district terwijl de verbouw van tarwe en rooibosthee ook belangrijk zijn. Het "Nieuwoudtville-veldblomreservaat", van 115 ha is in 1974 gesticht om de meer dan 300 soorten inheemse bloemen te bewaren. Het Natuurreservaat Oorlogskloof ligt 20 km ten zuiden van het dorp.
De plaats draagt de bijnaam „Bollenhoofdstad van de wereld“. Er wordt aangenomen dat hier wereldwijd gezien de grootste concentratie van onderscheidende knol- en bolgewassen voorkomt. Deze geofyten beginnen - na de eerste winterregen - in maart/april te bloeien. De bloeitijd duurt voort tot oktober, met een hoogtepunt in juli. Nieuwoudtville heeft een bijzondere geografische ligging: van hier uit zijn vier verschillende vegetatiezones binnen een bereik van slechts 25 kilometer gelegen: Karoo, Boesmanland, Knersvlakte en Namakwaland.

## Fotogalerij

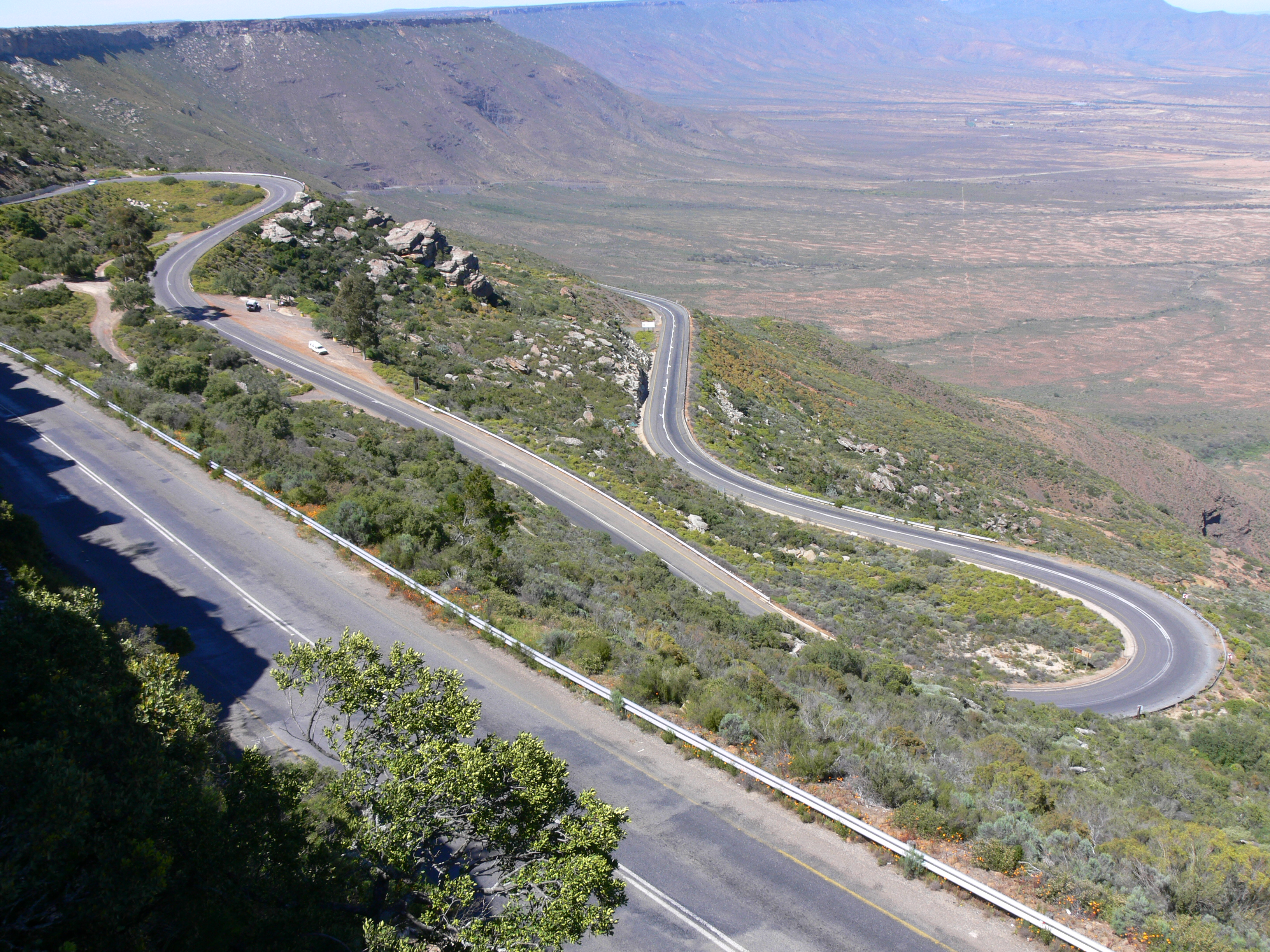
De Vanrhynspas
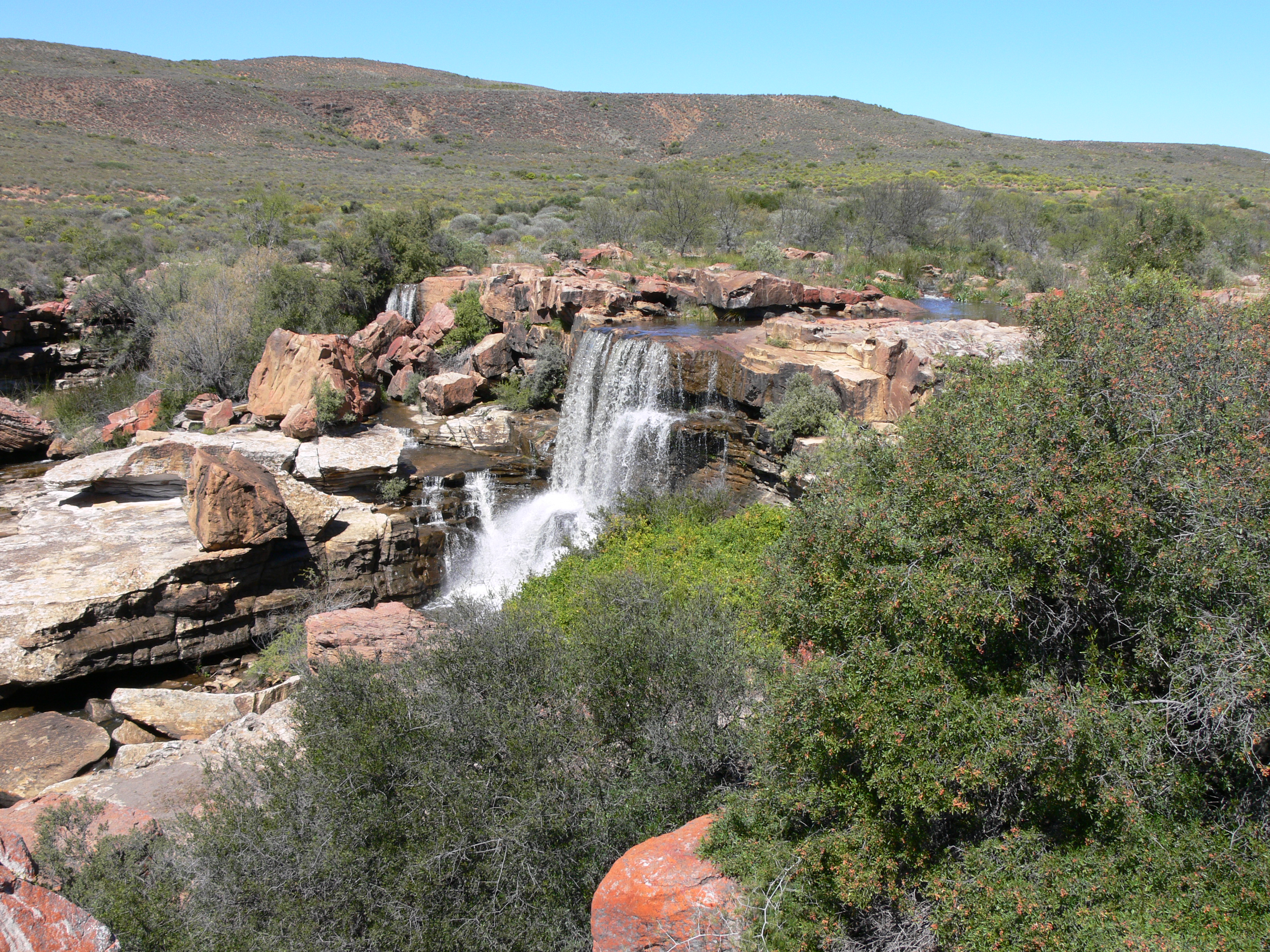
De Nieuwoudtville-waterval
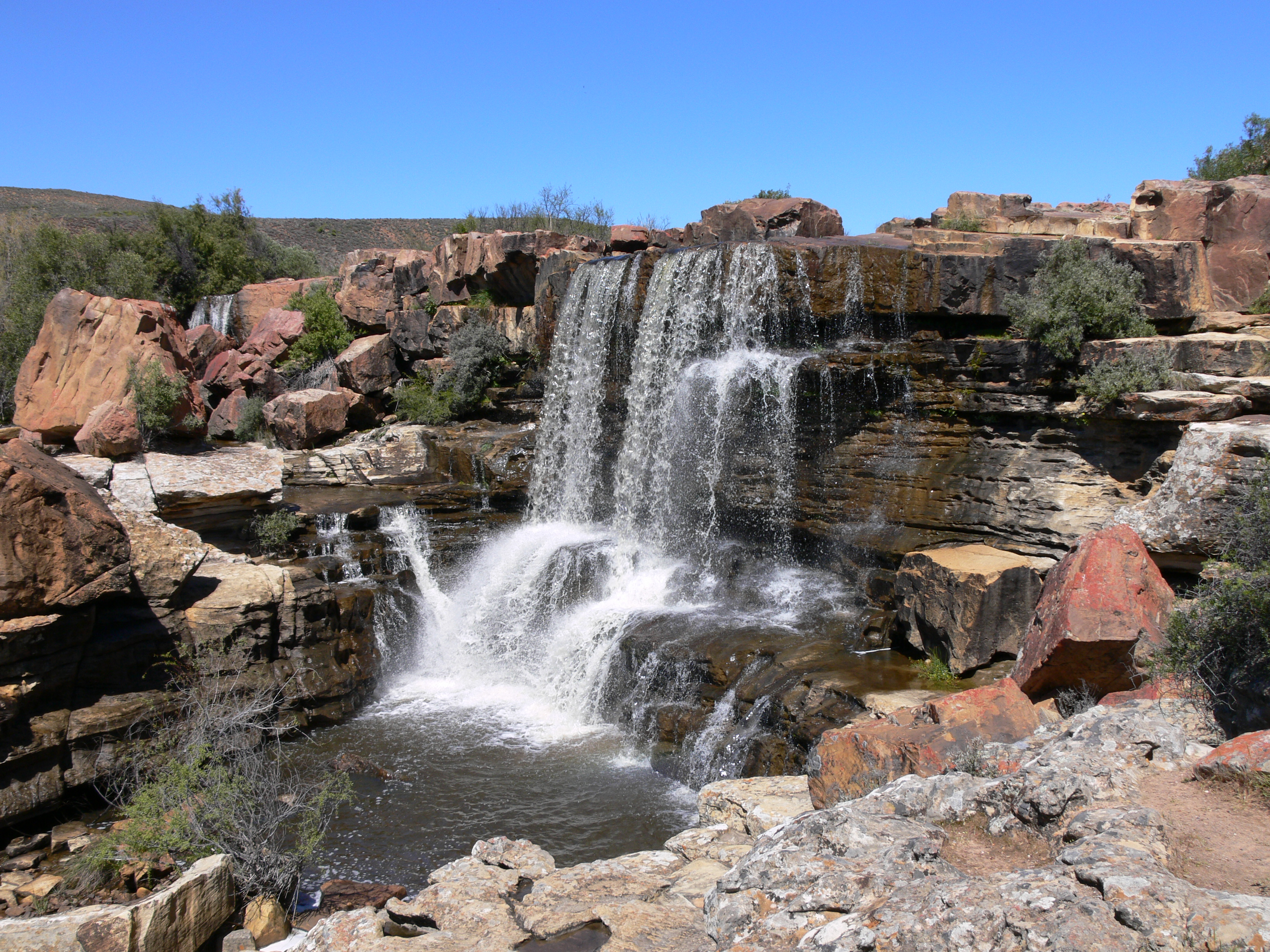
Nieuwoudtville-waterval
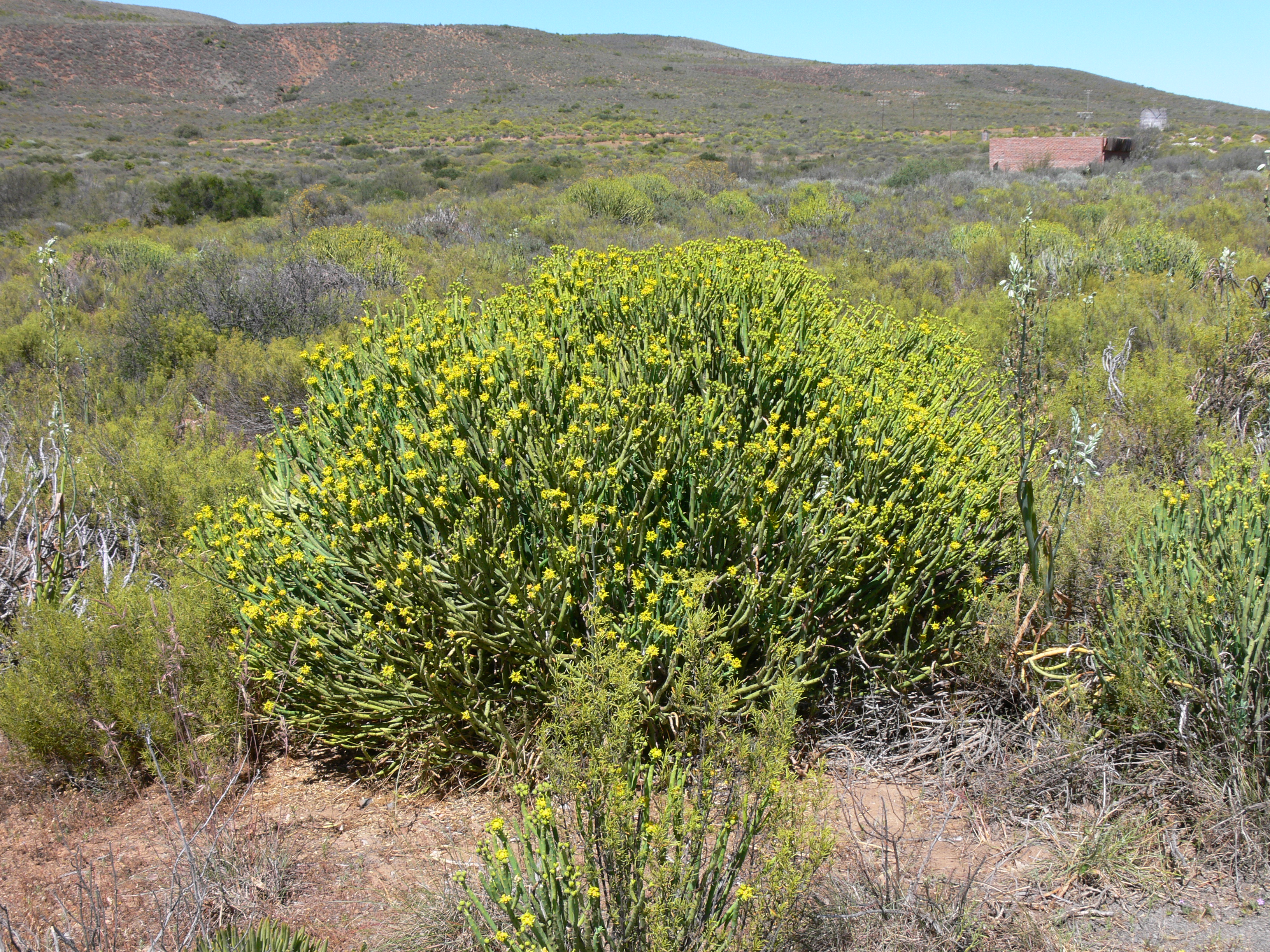
Euphorbia mauritanica nabij de Nieuwoudtville-waterval